# Sharon Warren
Sharon Warren (ur. ? w Alabamie) to amerykańska aktorka filmowa. Zyskała sławę dzięki roli w filmie Ray, w którym wcieliła się w matkę Raya Charlesa, Arethę Robinson.

## Filmografia
- Ray (2004)
- Glory Road (2006)

## Nagrody
- Black Reel
  - Najlepszy występ
  - Najlepsza aktorka drugoplanowa
- BSFC
  - Najlepsza aktorka drugoplanowa